# Болгарская философия
Болгарская философия (болг. Българска философия) зародилась в эпоху Первого Болгарского царства и первоначально развивалась в русле византийской традиции. Важное место в болгарской философской культуре занимали мировоззрение (болг. светоглед) и ценности. 

## Староболгарская философская мысль
Иоанн Экзарх создал болгарскую философскую терминологию, переводя сочинения Платона и Аристотеля в рамках Преславской книжной школы, начало которой положили Седмочисленники. Его перу принадлежит Шестоднев, где мы находим такие термины как бытие (болг. битие), воля, добро и зло, естество, мысль (болг. мисъл), предмет, разум, свойство и существа (болг. същества). Болгарская философия оказывала существенное влияние на развитие русской философии (Изборник Святослава). Затем на интеллектуальную атмосферу Болгарии оказывали влияние богомилы (Поп Богомил) и исихасты (Феодосий Тырновский). Основанный в XIV веке Килифаревский монастырь являлся важным образовательным центром Болгарии, где хранились и изучались труды античных философов. 
Турецкое иго негативно сказалось на всех областях болгарской культуры, в т.ч. и на философии.

## Современная болгарская философия
Болгарское национальное возрождение и последующая независимость Болгарии способствовала развитию философии. Был основан Софийский университет с философским факультетом (1888 год), а в 1948 году и Институт Философии. В XX веке сильное влияние в Болгарии имел марксизм советского толка (Тодор Павлов, Сава Гановский, Александр Лилов), который имел официальный статус и сочетался с националистическими элементами (Болгаризация). В Болгарии XX века также присутствовали и другие направления современной философии, например, прагматизм (Иван Сарыилиев, Димитр Михалчев, Атанас Илиев) и постструктурализм (Юлия Кристева). Многие болгарские философы работают заграницей и пишут свои книги на чужих языках (Цветан Тодоров).